# Chloropoea deficiens
Chloropoea deficiens är en fjärilsart som beskrevs av Karsch. Chloropoea deficiens ingår i släktet Chloropoea och familjen praktfjärilar. Inga underarter finns listade i Catalogue of Life.